# Institut national de la santé et de la recherche médicale
A Institut national de la santé et de la recherche médicale (Inserm) Franciaország Nemzeti Egészségügyi és Orvostudományi Kutatóintézete.
Az Inserm 1964-ben jött létre.
A SCImago Institutions Rankings 2019 szerint az Inserm a második legjobb kutatóintézet az egészségügyi szektorban (az NIH mögött), és az összes ágazatban a 22. helyen áll.

## Jeles munkatársak
- Szél Ágoston
- Jean Dausset
- Stanislas Dehaene